# Miron Cristea
Miron Cristea (Toplița, 20 luglio 1868 – Cannes, 6 marzo 1939) è stato un arcivescovo ortodosso e politico rumeno.

## Biografia
Eletto patriarca metropolita della Chiesa ortodossa rumena nel 1919, nel 1925 diventò patriarca dopo l'elevazione della Chiesa rumena a Patriarcato.
Nel 1938 il re Carlo II, dopo aver abolito i partiti politici, lo chiamò a ricoprire il ruolo di primo ministro dall'11 febbraio 1938 fino alla sua morte nel marzo dell'anno successivo. 
Fu membro della Massoneria.